# Nimr Baqr al-Nimr
Nimr Baqr al-Nimr, aussi appelé cheikh Nimr (en arabe : نمر باقر النمر, aussi orthographié Nimr Baqir al-Nimr, Nimr Bakir al-Nimr ou Nimr Baqer Al-Nimr), est un cheikh et ayatollah chiite ainsi qu'un dissident politique saoudien, né le 21 juin 1959 à Al-Awamia et exécuté le 2 janvier 2016,.

## Biographie
Al-Nimr est le plus célèbre des clercs chiites d’Arabie saoudite, et il compte de nombreux disciples à Bahreïn. Pendant des années, il prêche les vendredis dans la ville chiite d’Al-Awamia où il porte le titre d’ayatollah. Au début du Printemps arabe de 2011, Nimr s'engage dans la contestation des autorités saoudiennes. Lors des manifestations de 2011, il appelle clairement à la non-violence. Al-Nimr condamne la discrimination des chiites dans le royaume et demande qu'on leur accorde la plénitude des droits civiques. Il est considéré comme un critique modéré de la dynastie saoudienne. Au mois d’octobre 2011, il y a des altercations violentes opposant la police et des membres de la minorité chiite dans l'est du pays, faisant au moins 14 victimes.
En juillet 2012, Nimr Baqr al-Nimr condamne le régime syrien de Bachar el-Assad : « L'oppression est refusée. Tu es chiite, n'opprime pas le sunnite (...) Si tu opprimes le sunnite, Dieu ne t'aimera pas (...) La famille Assad en Syrie est injuste. Le chiisme ne les reconnaît pas (...) Nous ne défendons pas les oppresseurs, quels qu'ils soient ».

### Arrestation, procès et exécution
Lors de son arrestation le 8 juillet 2012 à Al-Awamia, il est blessé, ce dont témoignent des photos, largement diffusées par la suite, où l'on voit le chef religieux allongé sur la banquette arrière d'une voiture, couvert d'un drap blanc taché de sang. Ces événements déchaînent à l'époque de nouvelles manifestations, au cours desquelles au moins deux manifestants sont victimes des tirs des forces de l'ordre. Après son incarcération, Al-Nimr entreprend une grève de la faim.
Son procès débute le 25 mars 2013 devant le tribunal pénal spécial de Riyad. En novembre 2014, ce tribunal le condamne à mort pour incitation à la haine, recherche d’ingérence étrangère et prise d'arme contre les forces de l'ordre, pour vandalisme dans le cimetière de Baqi et rébellion contre les autorités musulmanes à Qatif, haut lieu du chiisme dans la péninsule Arabique et port stratégique du golfe Persique,. Reprieve et Amnesty International critiquent cette condamnation à mort. Celle-ci est confirmée par la chambre d'appel du tribunal pénal spécial puis par la Cour suprême.
En mai 2015, il est annoncé que le cheik Nimr sera exécuté par décapitation puis crucifiement en place publique[réf. nécessaire].
Son neveu Ali Mohammed est également emprisonné et condamné à décapitation et crucifiement. Cette dernière exécution n'a pas eu lieu,.
Le 2 janvier 2016, le ministre de l'Intérieur saoudien annonce qu'Al Nimr a été exécuté en même temps que 47 autres individus condamnés pour terrorisme. Les réactions les plus violentes s'ensuivent en Iran, avec la mise à sac de l'ambassade d'Arabie saoudite à Téhéran.